# Torre de Punta Prima (Formentera)
|  | No s'ha de confondre amb Torre de Punta Prima (Menorca). |

La Torre de Punta Prima és una torre de guaita situada sobre els penya-segats de la costa est de Punta Prima, a 32 metres sobre el nivell del mar, a es Pujols, de la parròquia de Sant Ferran de ses Roques, a l'illa de Formentera. Va ser declarada Bé d'Interès Cultural el 1949.
Construïda el 1762 per l'enginyer militar Joan Ballester i Zafra, és la més gran de les 4 torres de guaita que es van construir a l'illa al segle xviii per a defensar-se dels atacs pirates.
De forma troncocònica, té 2 plantes, amb l'accés a la planta pis, protegit per un matacà. Feta amb maçoneria de pedra calcària i morter de calç, està reforçada en alguns llocs per carreus. Amb espitlleres a la planta baixa, i ventilació per al polvorí. Disposa de 2 cordons decoratius (bossells), un a l'alçada de la primera planta i l'altre a la part superior, en la unió del cos amb el parapet.
Va ser restaurada el 2003, doncs presentava un important estat de ruïna a la part superior de la porta, l'escala de cargol, el matacà i el garitó superior. A més, els murs presentaven un avançat estat d'erosió a causa d'haver-se utilitzat aigua de mar per a fer el morter, com ja es va advertir en un informe de 1806.